# گری‌محله
گری محله بندپی شرقی، روستایی از توابع بخش بندپی شرقی شهرستان بابل در استان مازندران ایران است.

## جمعیت
این روستا در دهستان سجادرود قرار دارد و براساس سرشماری مرکز آمار ایران در سال۱۳۹۵، جمعیت آن ۱۴۲ نفر (۴۶خانوار) بوده‌است.
این روستا از شمال به روستای تشون - از شمال شرق به روستای پوستکلاه - از شمال غرب به روستای فلکا
از جنوب به روستای پایین گنجکلا و از جنوب شرق به روستای تهمتهن‌کلا متصل می‌باشد
شغل اکثر مردم این روستا کشاورزی و دامداری می‌باشد
غالب ساکنین محل از طایفه گوهری می‌باشند و مابقی نیز معمولاً پس از ازدواج در این روستا ماندگارشده اند.
تنها اثر تاریخی این محل را می‌توان قلعه تپه واقع در غرب این روستا دانست که ظاهراً شاه‌نشین بوده‌است.